# 宏业村街道
宏业村街道是中国安徽省蚌埠市蚌山区下辖的一个街道。辖区总面积27.9平方公里，人口约2.7万。于1984年成立，前身为雪华公社。该街道与雪华乡联系紧密，2005年3月开始合署办公。

## 下辖村委会
- 代湖
- 纪郭
- 邱桥
- 雪华
- 沈圩
- 山南
- 孙郢
- 幸福
- 曹彭
- 马村
- 仇风
- 宋庄
- 市东
- 烟墩